# Museum of Contemporary Art w Los Angeles
Museum of Contemporary Art (ang. Muzeum Sztuki Współczesnej w San Francisco, MOCA) – muzeum sztuki współczesnej w Los Angeles. Instytucja została założona w 1979 roku w Los Angeles. Muzeum działa w ramach dwóch lokalizacji – oddziale MOCA przy Grand Avenue i lokalu MOCA The Geffen Contemporary w dzielnicy Little Tokyo.
Instytucja zajmuje się gromadzeniem i prezentowaniem sztuki współczesnej powstałej po 1940 roku.
W 2018 r. muzeum odwiedziło ok. 280 tys. osób.

## Historia
Od lat 60. XX w. filantropka Marcia Weisman dążyła do utworzenia w Los Angeles miejsca gdzie prezentowano by społeczeństwu sztukę współczesną. W 1979 rodzina Weismanów wraz z piątką innych kolekcjonerów podpisała umowę o przekazaniu części swoich kolekcji dzieł sztuki w celu utworzenia muzeum. W tamtym okresie ówczesny burmistrz miasta Tom Bradley powołał komitet muzealny, którego przewodniczącym został prawnik (i przyszły sędzia federalny) William A. Norris. Na drugim posiedzeniu komitetu Weisman zadeklarowała poparcie 40 artystów, polityków i mecenasów sztuki dla inicjatywy.
W 1986 roku otwarto siedzibę muzeum przy Grand Avenue, zaprojektowaną przez Aratę Isozakiego. Do tego czasu muzeum działało bez fizycznej siedziby. Pierwszym dyrektorem został Pontus Hulten, szwedzki kolekcjoner sztuki i muzealnik, dyrektor francuskiego Musée National d’Art Moderne (MNAM). W pierwszych latach (od 1983) dzieła sztuki wystawiano w przekształconym pod ten cel dawnym magazynie policyjnym, który po otwarciu głównej siedziby został dodatkowym lokalem instytucji – The Geffen Contemporary.
Pierwsza wystawa The First Show: Painting and Sculpture from Eight Collections 1940-1980 prezentowana od listopada 1983 do lutego 1984 zawierała około 150 dzieł z dziedziny malarstwa i rzeźby europejskich i amerykańskich twórców pozyskanych z prywatnych kolekcji.
Muzeum utrzymywane jest w zdecydowanej większości z dotacji darczyńców. W 2008 media donosiły o krytycznej sytuacji fiskalnej MOCA, której dotacje spadły. Prokurator generalny Kalifornii tego samego roku rozpoczął audyt muzeum wskutek, którego nakazał szkolenie zarządu muzeum oraz zatrudnienie konsultanta ds. procedur finansowych.

## Kolekcja
MOCA posiada w swojej kolekcji około 7500 obiektów. Ponad 90% kolekcji muzeum zostało przekazane muzeum przez kolekcjonerów w ramach darowizn. W swoich zbiorach ma prace wielu słynnych artystów współczesnych takich artystów jak m.in. Robert Rauschenberg, Mark Rothko, Cy Twombly, Luc Tuymans, Robert Therrien, Jackson Pollock, Barbara Kasten, Andy Warhol, Jean-Michel Basquiat, Yayoi Kusama czy Cindy Sherman.